# Mindloss
Mindloss is een album uit 1991 van de Nederlandse deathmetalband Gorefest. Het album werd uitgebracht door platenmaatschappij Foundation 2000.

## Lijst van nummers
1. Intro – 1:02
2. Mental Misery - 5:05
3. Putrid Stench of Human Remains - 4:18
4. Foetal Carnage - 5:02
5. Tangled in Gore - 4:34
6. Confessions of a Serial Killer - 5:33
7. Horrors in a Retarded Mind - 4:00
8. Loss of Flesh - 3:46
9. Decomposed - 5:51
10. Gorefest - 4:00

## Bezetting
- Jan Chris de Koeyer - zang, basgitaar
- Alex van Schaik - gitaar
- Frank Harthoorn - gitaar
- Marc Hoogendoorn - drums